# Dieter Steland
Dieter Steland (* 7. April 1933; † 29. April 2021) war ein deutscher Romanist.

## Leben
Das Studium der Romanistik, Germanistik und Philosophie in Freiburg im Breisgau, München und Paris schloss er mit dem Staatsexamen und 1961 mit der Promotion ab. Er war von 1962 bis 1964 wissenschaftlicher Assistent am Lehrstuhl für Vergleichende Literaturwissenschaft (Walter Naumann) der TH Darmstadt. 1964 wurde er wissenschaftlicher Assistent Jürgen von Stackelbergs an der Universität Göttingen, wo er akademischer Rat (1968), Oberrat und Akademischer Direktor wurde. 1979 habilitierte er sich im Fach Romanische Philologie (Literaturwissenschaft) und wurde 1982 zum Professor ernannt. Am 1. Oktober 1997 trat er in den Ruhestand.
Er war mit der Kunsthistorikerin Anne Charlotte Steland (1932–2021) verheiratet und Vater des Mathematikers Ansgar Steland.